# Mannophryne oblitterata
Mannophryne oblitterata es una especie de anfibio anuro de la familia Aromobatidae.

## Distribución geográfica
Esta especie es endémica de la Cordillera de la Costa en Venezuela. Habita entre los 150 y 750 m de altitud en los estados de Miranda y Guárico.

## Publicación original
- Rivero, 1984 : Una nueva especie de Colostethus (Amphibia, Dendrobatidae) de la Cordillera del la Costa, con anotaciones sobre otros Colostethus de Venezuela. Brenesia, n.º 22, p. 51-56.[5]